# Les Chaventuriers de Noël
Pour plus de détails, voir Fiche technique et Distribution.
Les Chaventuriers de Noël (titre original : Santa Claws) est un téléfilm américain sorti en 2014. Il est écrit par Anna Rasmussen et réalisé par Glenn Miller, avec Ezra James Colbert, Nicola Lambo et John P. Fowler dans les rôles principaux.

## Synopsis
Le jeune Tommy n'a pas le droit de fêter Noël parce que sa mère dit que le Père Noël n’est pas réel. Plein d’espoir, Tommy commande cependant au Père Noël un chaton. Hélas, le vieil homme est allergique aux chats, il a donc pour politique de ne jamais en offrir en cadeau. Il décide de faire une exception pour cet adorable petit garçon, qui a été particulièrement sage. Les choses dérapent le soir de Noël quand, au lieu d’un chaton, c’est toute la portée qui grimpe dans la hotte du Père Noël. Trop de chats d’un coup, cela déclenche chez le Père Noël une réaction allergique majeure et il s'évanouit. Il se retrouve dans l’incapacité de terminer sa tournée annuelle, car il ne peut plus piloter son traîneau ou livrer des cadeaux. Les trois chatons bavards se retrouvent livrés à eux-mêmes et, pour sauver Noël, ils vont devoir prendre le relais pour livrer le reste des cadeaux aux enfants du monde entier à temps avant le lever du soleil.

## Distribution
- Ezra James Colbert : Tommy
- Nicola Lambo : Julia[1]
- John P. Fowler : le Père Noël
- Evan Boymel : Marcus Bramble
- Peyton Shayler : Sophia
- Jordan Bielsky : Patches (voix)
- Marguerite Gioia Insolia : Maisy[2] (voix)
- Lauren Elizabeth Hood : Mittens (voix)
- Dylan Vox : Prancer / Baxter (voix)
- James Kondelik : Donner (voix)[1]
- Quinn Ljoka : Hairball (voix)
- Sandell Stangl : Rigby (voix)
- Erica Duke : Tinsel (voix)
- Damoni Burkhardt : Julia jeune
- Meghan Maloof : Megan
- Kaitlyn Maloof : Aiden
- Max Baroudi : Bramble jeune
- Audrey Latt : Ava[3]

## Production
Le tournage a eu lieu à Los Angeles, en Californie, aux États-Unis.

## Réception critique
Santa Claws obtient un score d’audience de 27% sur Rotten Tomatoes.